# Associazione Calcio Siena 2007-2008
Questa voce raccoglie le informazioni riguardanti l'Associazione Calcio Siena nelle competizioni ufficiali della stagione 2007-2008.

## Stagione
La stagione 2007-2008 è stata la 5ª stagione in Serie A del Siena, l'allenatore è inizialmente Andrea Mandorlini.
In campionato la Robur inizia con due sconfitte consecutive, contro Roma e Sampdoria, alle quali seguono 3 pareggi consecutivi per 1-1, tra cui uno contro il Milan campioni d'Europa in carica. Contro il Cagliari i bianconeri subiscono una nuova sconfitta, succeduto dalla prima vittoria della stagione (contro l'Empoli per 3-0); una nuova sconfitta sarà subita a Firenze, a cui seguiranno 3 pari, succeduti a loro volta da 2 ulteriori sconfitte tra cui quella casalinga contro il Livorno per 3-2 che costerà la panchina a Mandorlini, il quale sarà sostituito nella 13ª giornata da Mario Beretta. Dopo i pareggi contro Lazio e Napoli e la vittoria contro il Genoa, i bianconeri vengono sconfitti da Juventus e Inter; la Robur termina il girone di andata con una vittoria a Palermo (3-2) e con 17 punti in classifica.
Quello di ritorno si apre con una sconfitta contro la Samp, alla quale segue però una netta vittoria per 3-0 contro la Roma e quindi una nuova sconfitta, questa volta contro il Milan. Seguono 5 risultati utili consecutivi frutto di 2 pareggi e tre vittorie arrivate consecutivamente, cosa mai accaduta prima in Serie A, interrotti da una sconfitta per 4-0 contro la Reggina, a cui ne segue un'ulteriore serie (4 pareggi, 1 vittoria contro il Parma), interrotta, questa volta, da una sconfitta per 1-0 contro il Genoa. A ciò seguono 4 risultati utili tra cui una vittoria contro la Juventus (1-0), battuta per la prima volta in Serie A, e 3 pareggi tra cui quello contro l'Inter per 2-2 che impedirono ai nerazzurri di laurearsi in anticipo come Campione d'Italia. Questi risultati positivi valsero la salvezza al Siena, stabilendosi al 13º posto a quota 44 punti (record di punti).
In Coppa Italia il Siena inizia dal terzo turno, dove viene sconfitto (e quindi eliminato) per 2-1 dal Cagliari.

## Divise e sponsor
Nella stagione 2007-2008 lo sponsor tecnico è Umbro, mentre lo sponsor ufficiale è Monte dei Paschi di Siena. La divisa casalinga presenta la classica maglia a righe bianco-nere, pantaloncini e calzettoni neri. Quella da trasferta è interamente arancione mentre la terza blu navy.
| Casa | Trasferta | Terza Divisa |

## Rosa
| N. |                          | Ruolo | Calciatore                   |
| -- | ------------------------ | ----- | ---------------------------- |
| 1  | Austria (bandiera)       | P     | Alexander Manninger          |
| 2  | Argentina (bandiera)     | C     | Ricardo Verón                |
| 5  | Romania (bandiera)       | C     | Paul Codrea                  |
| 6  | Marocco (bandiera)       | C     | Houssine Kharja              |
| 7  | Liechtenstein (bandiera) | A     | Mario Frick                  |
| 8  | Italia (bandiera)        | C     | Simone Vergassola (capitano) |
| 9  | Italia (bandiera)        | A     | Christian Riganò             |
| 9  | Italia (bandiera)        | A     | Daniele Corvia               |
| 10 | Italia (bandiera)        | A     | Enrico Chiesa                |
| 11 | Italia (bandiera)        | C     | Paolo De Ceglie              |
| 13 | Italia (bandiera)        | D     | Luca Rossettini              |
| 14 | Italia (bandiera)        | C     | Daniele Galloppa             |
| 15 | Italia (bandiera)        | D     | Simone Loria                 |
| 18 | Argentina (bandiera)     | D     | Leandro Grimi                |
| 19 | Italia (bandiera)        | C     | Gennaro Esposito             |
| 20 | Italia (bandiera)        | C     | Andrea Rossi                 |

| N. |                      | Ruolo | Calciatore                |
| -- | -------------------- | ----- | ------------------------- |
| 21 | Italia (bandiera)    | A     | Tomas Locatelli           |
| 22 | Brasile (bandiera)   | C     | Alberto                   |
| 23 | Rep. Ceca (bandiera) | C     | Lukáš Jarolím             |
| 28 | Italia (bandiera)    | C     | Mirko Guadalupi           |
| 29 | Italia (bandiera)    | A     | Cristian Bucchi           |
| 30 | Italia (bandiera)    | A     | Fernando Forestieri       |
| 31 | Grecia (bandiera)    | P     | Dimitrios Eleftheropoulos |
| 32 | Italia (bandiera)    | A     | Massimo Maccarone         |
| 33 | Italia (bandiera)    | D     | Daniele Ficagna           |
| 50 | Finlandia (bandiera) | P     | Anssi Jaakkola            |
| 55 | Italia (bandiera)    | C     | Manuel Coppola            |
| 70 | Brasile (bandiera)   | C     | Caetano                   |
| 73 | Italia (bandiera)    | D     | Valerio Bertotto          |
| 90 | Italia (bandiera)    | D     | Daniele Portanova         |
| 99 | Brasile (bandiera)   | A     | Richard Porta             |

## Calciomercato

### Sessione estiva(dal 1/7 al 31/8)
| Acquisti | Acquisti                  | Acquisti     | Acquisti   |
| R.       | Nome                      | da           | Modalità   |
| -------- | ------------------------- | ------------ | ---------- |
| P        | Dimitrios Eleftheropoulos | Ascoli       | prestito   |
| D        | Leandro Grimi             | Milan        | prestito   |
| D        | Simone Loria              | Atalanta     | definitivo |
| D        | Alessandro Lucarelli      | Reggina      | definitivo |
| D        | Daniele Ficagna           | Cesena       | definitivo |
| D        | Luca Rossettini           | Padova       | definitivo |
| C        | Daniele Galloppa          | Ascoli       | prestito   |
| C        | Paul Codrea               | Palermo      | definitivo |
| C        | Paolo De Ceglie           | Juventus     | prestito   |
| C        | Lukáš Jarolím             | Slavia Praga | definitivo |
| C        | Abdoulay Konko            | Genoa        | prestito   |
| C        | Ricardo Verón             | Reggina      | definitivo |
| A        | Fernando Forestieri       | Genoa        | prestito   |
| A        | Cristian Bucchi           | Napoli       | prestito   |

| Cessioni | Cessioni               | Cessioni  | Cessioni      |
| R.       | Nome                   | a         | Modalità      |
| -------- | ---------------------- | --------- | ------------- |
| P        | Nicola Pavarini        | Parma     | definitivo    |
| D        | Cristian Molinaro      | Juventus  | definitivo    |
| D        | Daniele Gastaldello    | Sampdoria | definitivo    |
| D        | Leandro Rinaudo        | Palermo   | fine prestito |
| D        | Alessandro Lucarelli   | Genoa     | definitivo    |
| C        | Luca Antonini          | Empoli    | definitivo    |
| C        | Daniele Galloppa       | Roma      | prestito      |
| C        | Abdoulay Konko         | Genoa     | definitivo    |
| C        | Francesco Cozza        | Reggina   | definitivo    |
| C        | Roman Erëmenko         | Udinese   | fine prestito |
| A        | Douglas Ricardo Packer | Pescara   | prestito      |

### Sessione invernale(dall'7/1 all'2/2)
| Acquisti | Acquisti         | Acquisti | Acquisti   |
| R.       | Nome             | dal      | Modalità   |
| -------- | ---------------- | -------- | ---------- |
| P        | Artur            | Cruzeiro | definitivo |
| C        | Carmine Coppola  | Genoa    | definitivo |
| C        | Houssine Kharja  | Piacenza | prestito   |
| A        | Christian Riganò | Levante  | prestito   |

| Cessioni | Cessioni        | Cessioni       | Cessioni      |
| R.       | Nome            | a              | Modalità      |
| -------- | --------------- | -------------- | ------------- |
| D        | Leandro Grimi   | Milan          | fine prestito |
| C        | Ricardo Verón   | Paok Salonicco | definitivo    |
| A        | Cristian Bucchi | Bologna        | fine prestito |
| A        | Daniele Corvia  | Lecce          | prestito      |

## Risultati

### Serie A

#### Girone di andata
| Arbitro: | Orsato (Schio) |

|            |           |                           |
| Corvia 68’ | Marcatori | 34’ Bellucci 87’ Montella |

| Arbitro: | Damato (Barletta) |

|                                  |           |  |
| Aquilani 17’ Giuly 82’ Totti 89’ | Marcatori |  |

| Arbitro: | Romeo (Verona) |

|               |           |           |
| Maccarone 24’ | Marcatori | 91’ Nesta |

| Arbitro: | Gervasoni (Mantova) |

|                |           |               |
| Dellafiore 24’ | Marcatori | 63’ Maccarone |

| Arbitro: | Palanza (Roma) |

|           |           |                |
| Loria 31’ | Marcatori | 61’(Rig.) Doni |

| Arbitro: | Brighi (Cesena) |

|                  |           |  |
| Foggia 7’ (rig.) | Marcatori |  |

| Arbitro: | Farina (Novi Ligure) |

|                                                 |           |  |
| Maccarone 20’ (rig.) Locatelli 79’ Galloppa 82’ | Marcatori |  |

| Arbitro: | Damato (Barletta) |

|                                |           |  |
| Pazzini 15’ Mutu 31’ Vieri 71’ | Marcatori |  |

| Siena 28 ottobre 2007, ore 15.00 CEST 9ª giornata | Siena                     | 0 – 0 referto | Reggina | Montepaschi Arena\| Arbitro: \| Dondarini (Finale Emilia) \| |
| Arbitro:                                          | Dondarini (Finale Emilia) |               |         |                                                              |

| Arbitro: | Romeo (Verona) |

|               |           |            |
| De Ceglie 79’ | Marcatori | 82’ Vargas |

| Arbitro: | Ayroldi (Molfetta) |

|                          |           |                            |
| Corradi 24’ Matteini 80’ | Marcatori | 39’ De Ceglie 90’ Galloppa |

| Arbitro: | Girardi (San Donà di Piave) |

|                         |           |                                      |
| Maccarone 18’ Loria 92’ | Marcatori | 17’ Tavano 31’ Bergvold 42’ Knežević |

| Arbitro: | Pierpaoli (Firenze) |

|                                |           |  |
| Quagliarella 42’ Di Natale 80’ | Marcatori |  |

| Arbitro: | Giannoccaro (Lecce) |

|               |           |            |
| Maccarone 32’ | Marcatori | 23’ Pandev |

| Arbitro: | Dondarini (Finale Emilia) |

|              |           |                          |
| Figueroa 89’ | Marcatori | 11’, 23’ Frick 20’ Loria |

| Arbitro: | Mazzoleni (Bergamo) |

|           |           |                |
| Frick 18’ | Marcatori | 64’ Bogliacino |

| Arbitro: | Damato (Barletta) |

|                                |           |  |
| Salihamidžić 32’ Trezeguet 59’ | Marcatori |  |

| Arbitro: | Girardi (San Donà di Piave) |

|                                   |           |                                           |
| Cordoba 31’ (aut.) Forestieri 90’ | Marcatori | 26’ (rig.), 52’ Ibrahimovic 45’ Cambiasso |

| Arbitro: | Dondarini (Finale Emilia) |

|                              |           |                                      |
| Amauri 4’ Miccoli 55’ (rig.) | Marcatori | 5’ Locatelli 10’ Maccarone 57’ Loria |

#### Girone di ritorno
| Arbitro: | Mazzoleni (Bergamo) |

|             |           |  |
| Cassano 44’ | Marcatori |  |

| Arbitro: | Dondarini (Finale Emilia) |

|                                             |           |  |
| Vergassola 43’ Tonetto 43’ (aut.) Frick 83’ | Marcatori |  |

| Arbitro: | Orsato (Schio) |

|              |           |  |
| Paloschi 63’ | Marcatori |  |

| Siena 17 febbraio 2008, ore 15.00 CEST 23ª giornata | Siena             | 0 – 0 referto | Torino | Montepaschi Arena\| Arbitro: \| Bergonzi (Genova) \| |
| Arbitro:                                            | Bergonzi (Genova) |               |        |                                                      |

| Arbitro: | Celi (Campobasso) |

|                     |           |                            |
| Floccari 42’, 45+1’ | Marcatori | 32’ Bertotto 40’ Locatelli |

| Arbitro: | Farina (Novi Ligure) |

|               |           |  |
| Maccarone 88’ | Marcatori |  |

| Arbitro: | Orsato (Schio) |

|  |           |                          |
|  | Marcatori | 32’ Portanova 94’ Riganò |

| Arbitro: | De Marco (Chiavari) |

|               |           |  |
| Maccarone 80’ | Marcatori |  |

| Arbitro: | Gava (Conegliano Veneto) |

|                                        |           |  |
| Brienza 9’, 39’ Cozza 19’ Missiroli 9’ | Marcatori |  |

| Catania 19 marzo 2008, ore 20.30 CEST 29ª giornata | Catania             | 0 – 0 referto | Siena | Stadio Angelo Massimino\| Arbitro: \| Tagliavento (Terni) \| |
| Arbitro:                                           | Tagliavento (Terni) |               |       |                                                              |

| Arbitro: | Celi (Campobasso) |

|                           |           |  |
| Maccarone 87’ (rig.), 91’ | Marcatori |  |

| Livorno 30 marzo 2008, ore 15.00 CEST 31ª giornata | Livorno            | 0 – 0 referto | Siena | Stadio Armando Picchi\| Arbitro: \| Ayroldi (Molfetta) \| |
| Arbitro:                                           | Ayroldi (Molfetta) |               |       |                                                           |

| Arbitro: | Dondarini (Finale Emilia) |

|            |           |                  |
| Kharja 69’ | Marcatori | 77’ Floro Flores |

| Arbitro: | Pinzani (Empoli) |

|               |           |           |
| Mutarelli 46’ | Marcatori | 88’ Loria |

| Arbitro: | Marelli (Como) |

|  |           |           |
|  | Marcatori | Konko 24’ |

| Napoli 27 aprile 2008, ore 15.00 CEST 35ª giornata | Napoli              | 0 – 0 referto | Siena | Stadio San Paolo\| Arbitro: \| Giannoccaro (Lecce) \| |
| Arbitro:                                           | Giannoccaro (Lecce) |               |       |                                                       |

| Arbitro: | Orsato (Schio) |

|           |           |  |
| Kharja 7’ | Marcatori |  |

| Arbitro: | Gava (Conegliano) |

|                          |           |                          |
| Vieira 12’ Balotelli 45’ | Marcatori | 30’ Maccarone 69’ Kharja |

| Arbitro: | Stefanini (Prato) |

|                    |           |                          |
| Maccarone 12’, 77’ | Marcatori | 24’ Janković 24’ Miccoli |

### Coppa Italia
| Arbitro: | Mazzoleni (Bergamo) |

|                      |           |               |
| Acquafresca 18’, 62’ | Marcatori | 93’ Maccarone |

## Statistiche

### Statistiche di squadra
| Competizione | Punti | In casa | In casa | In casa | In casa | In casa | In casa | In trasferta | In trasferta | In trasferta | In trasferta | In trasferta | In trasferta | Totale | Totale | Totale | Totale | Totale | Totale | DR |
| Competizione | Punti | G       | V       | N       | P       | Gf      | Gs      | G            | V            | N            | P            | Gf           | Gs           | G      | V      | N      | P      | Gf     | Gs     | DR |
| ------------ | ----- | ------- | ------- | ------- | ------- | ------- | ------- | ------------ | ------------ | ------------ | ------------ | ------------ | ------------ | ------ | ------ | ------ | ------ | ------ | ------ | -- |
| Serie A      | 44    | 19      | 6       | 9       | 4       | 24      | 17      | 19           | 3            | 8            | 8            | 16           | 28           | 38     | 9      | 17     | 12     | 40     | 45     | -5 |
| Coppa Italia | -     | 0       | 0       | 0       | 0       | 0       | 0       | 1            | 0            | 0            | 1            | 1            | 2            | 1      | 0      | 0      | 1      | 1      | 2      | -1 |
| Totale       | -     | 19      | 6       | 9       | 4       | 24      | 17      | 20           | 3            | 8            | 9            | 17           | 30           | 39     | 9      | 17     | 13     | 41     | 47     | -6 |

### Andamento in campionato
| Giornata  | 1  | 2  | 3  | 4  | 5  | 6  | 7  | 8  | 9  | 10 | 11 | 12 | 13 | 14 | 15 | 16 | 17 | 18 | 19 | 20 | 21 | 22 | 23 | 24 | 25 | 26 | 27 | 28 | 29 | 30 | 31 | 32 | 33 | 34 | 35 | 36 | 37 | 38 |
| --------- | -- | -- | -- | -- | -- | -- | -- | -- | -- | -- | -- | -- | -- | -- | -- | -- | -- | -- | -- | -- | -- | -- | -- | -- | -- | -- | -- | -- | -- | -- | -- | -- | -- | -- | -- | -- | -- | -- |
| Luogo     | C  | T  | C  | T  | C  | T  | C  | T  | C  | C  | T  | C  | T  | C  | T  | C  | T  | C  | T  | T  | C  | T  | C  | T  | C  | T  | C  | T  | T  | C  | T  | C  | T  | C  | T  | C  | T  | C  |
| Risultato | P  | P  | N  | N  | N  | P  | V  | P  | N  | N  | N  | P  | P  | N  | V  | N  | P  | P  | V  | P  | V  | P  | N  | N  | V  | V  | V  | P  | N  | V  | N  | N  | N  | P  | N  | V  | N  | N  |
| Posizione | 15 | 19 | 18 | 18 | 17 | 18 | 16 | 17 | 18 | 17 | 16 | 16 | 19 | 17 | 17 | 17 | 18 | 18 | 17 | 18 | 16 | 16 | 17 | 17 | 15 | 14 | 14 | 14 | 13 | 13 | 12 | 13 | 13 | 13 | 13 | 12 | 13 | 13 |

Legenda:

Luogo: C = Casa; T = Trasferta. Risultato: V = Vittoria; N = Pareggio; P = Sconfitta.